# WrestleMania 38
Cet article concerne l'édition 2022 de l'événement WrestleMania. Pour toutes les autres éditions, voir WrestleMania.
La 38e édition de WrestleMania ou WrestleMania XXXVIII est un Premium Live Event de catch (lutte professionnelle) produit par la World Wrestling Entertainment, une fédération de catch américaine qui est télédiffusée et visible en paiement à la séance sur le WWE Network. L'événement a eu lieu les 2 avril et 3 avril 2022 au AT&T Stadium à Arlington (Texas). Il s'agit de la 38e édition WrestleMania, qui fait partie du « Big Four » à savoir en anglais « les Quatre [plus] Grands » événements annuels que la compagnie produit, avec les Royal Rumble, SummerSlam et Survivor Series. Depuis l'année dernière, le PLE se tient désormais en deux soirées.

## Contexte
Les spectacles de la World Wrestling Entertainment (WWE) sont constitués de matchs aux résultats prédéterminés par les scénaristes de la WWE. Ces rencontres sont justifiées par des storylines – une rivalité avec un catcheur, la plupart du temps – ou par des qualifications survenues dans les shows de la WWE telles que Raw, SmackDown et NXT. Tous les catcheurs possèdent une gimmick, c'est-à-dire qu'ils incarnent un personnage gentil (Face) ou méchant (Heel), qui évolue au fil des rencontres. Un événement comme WrestleMania est donc un événement tournant pour les différentes storylines en cours,.

## Tableaux des matchs

### 2 avril
| Ordre par numéros                                                                         | Résultat                                                             | Stipulation(s)                                                        | Temps |
| ----------------------------------------------------------------------------------------- | -------------------------------------------------------------------- | --------------------------------------------------------------------- | ----- |
| 1                                                                                         | The Usos (Jimmy et Jey) (c) battent Shinsuke Nakamura et Rick Boogs, | Tag Team match pour les WWE SmackDown Tag Team Championship           | 6:55  |
| 2                                                                                         | Drew McIntyre bat Happy Corbin (avec Madcap Moss),                   | Match simple                                                          | 8:35  |
| 3                                                                                         | The Miz et Logan Paul battent Los Mysterios (Rey et Dominik),        | Tag Team match                                                        | 11:15 |
| 4                                                                                         | Bianca Belair bat Becky Lynch (c),                                   | Match simple pour le WWE Raw Women's Championship                     | 19:10 |
| 5                                                                                         | Cody Rhodes bat Seth "Freakin" Rollins,                              | Match simple L'adversaire de Seth Rollins est choisi par Mr. McMahon. | 21:40 |
| 6                                                                                         | Charlotte Flair (c) bat Ronda Rousey,                                | Match simple pour le WWE SmackDown Women's Championship               | 18:25 |
| 7                                                                                         | Stone Cold Steve Austin bat Kevin Owens,                             | No Holds Barred match                                                 | 13:55 |
| La lettre C placée entre parenthèses désigne la personne ou l’équipe championne en titre. |                                                                      |                                                                       |       |

### 3 avril
| Ordre par numéros                                                                         | Résultat | Stipulation(s)                                                                 | Temps |
| ----------------------------------------------------------------------------------------- | --- | ------------------------------------------------------------------------------ | ----- |
| 1                                                                                         | RK-Bro (Randy Orton et Riddle) (c) bat The Street Profits (Angelo Dawkins et Montez Ford) et Alpha Academy (Chad Gable et Otis), | Triple Threat Tag Team match pour les WWE Raw Tag Team Championship            | 11:30 |
| 2                                                                                         | Bobby Lashley bat Omos, | Match simple                                                                   | 6:35  |
| 3                                                                                         | Johnny Knoxville bat Sami Zayn,                                                                                                  | Anything Goes match                                                            | 14:25 |
| 4                                                                                         | Sasha Banks et Naomi battent Queen Zelina (c) et Carmella (c), Liv Morgan et Rhea Ripley, Natalya et Shayna Baszler,             | Fatal 4-Way Tag Team match pour les WWE Women's Tag Team Championship          | 10:50 |
| 5                                                                                         | Edge bat AJ Styles, | Match simple                                                                   | 24:05 |
| 6                                                                                         | The Brawling Brutes (Sheamus et Ridge Holland) (avec Butch) battent The New Day (Kofi Kingston et Xavier Woods),                 | Tag Team match                                                                 | 1:40  |
| 7                                                                                         | Pat McAfee bat Austin Theory (avec Mr. McMahon),                                                                                 | Match simple                                                                   | 9:40  |
| 8                                                                                         | Mr. McMahon (avec Austin Theory) bat Pat McAfee,                                                                                 | Match simple                                                                   | 3:45  |
| 9                                                                                         | Roman Reigns (c) (avec Paul Heyman) bat Brock Lesnar (c),                                                                        | Winner Takes All match pour les WWE Universal Championship et WWE Championship | 12:15 |
| La lettre C placée entre parenthèses désigne la personne ou l’équipe championne en titre. | |                                                                                |       |